# Tórbjørn Jacobsen
Tórbjørn Jacobsen (født 7. oktober 1955 i Ærøskøbing i Danmark) er en færøsk havnefoged, sømand og politiker (T), siddende som borgmester i Runavíkar Kommuna siden 2016.
Han er uddannet skibsfører fra Føroya Sjómansskúli, og var skipper/skibsfører 1980–2000. Han har været direktør og bestyrelsesmedlem i Kongshavnar Útgerðarfelag og bestyrelsesmedlem i Dagsbrún i Fuglafjørður. Jacobsen er bosat på Glyvrar og arbejder som havnefoged i Runavík.
Jacobsen var valgt til Lagtinget 2002–2011, og mødte fast som suppleant for Signar á Brúnni 1998–2000. Jacobsen var undervisnings- og kulturminister i Anfinn Kallsbergs første regering 2000–2001 og var fast mødende suppleant i Folketinget for vicelagmand Høgni Hoydal 2001–2004. I 2007 blev han valgt til politisk næstformand for Tjóðveldi. Han var senere fiskeriminister i Jóannes Eidesgaards anden regering fra februar til september 2008. 
Fra 1. januar 2013 til 31. december 2015 er han viceborgermester i Runavíkar kommuna, valgt på fælleslisten Almannalistin. Han tog posten som borgmester i Runavíkar kommuna i 2016, efter den forhenværende borgmester Magnus Rasmussen kom i Lagtinget ved valget 1. september 2015.

## Lagtingsudvalg
- 2008–2011 medlem i Finansudvalget
- 2008–2011 medlem i Velfærdsudvalget
- 2004–2008 medlem i Erhvervsudvalget
- 2004–2008 medlem i Kulturudvalget
- 1998–2000 medlem i Justitsudvalget